# Platt
Als Platt werden in Nord- und Mitteldeutschland die niederdeutschen und mitteldeutschen Sprachformen (Mundarten, Dialekte) der Mundartsprecher umgangssprachlich bezeichnet. Die Grenzbereiche, in denen eine örtliche Mundart als Platt bezeichnet wird, verlieren sich südöstlich einer gedachten Linie Pfälzerwald, Taunus – Mittelhessen, Vogelsberg – Main/Spessart – Rhön – Thüringerwald.
Zum einen steht Platt als neuzeitliche Eigenbezeichnung und Kurzform für die niederdeutsche Sprache, die v. a. im 19. Jahrhundert auch in wissenschaftlichen Publikationen als Plattdeutsch bezeichnet wurde. Die jeweiligen lokalen Dialekte werden zur Unterscheidung von anderen Dialekten häufig mit der geographischen Bezeichnung versehen, zum Beispiel Oldenburger Platt, Ostfriesisches Platt, Sauerländer Platt usw.
Zum anderen bezeichnet Platt umgangssprachlich auch die lokalen Dialekte der in Deutschland gesprochenen niederfränkischen Mundarten (Kleverländisch), des Ripuarischen, des Moselfränkischen, des Rheinfränkischen, des Mittelhessischen und teilweise des Thüringischen, oft mit Voranstellung der jeweiligen geographischen Bezeichnung, z. B. Eifler Platt, Eupener Platt, Aachener Platt, Hunsrücker Platt, Hinterländer Platt, Wittgensteiner Platt, Siegerländer Platt und Rhöner Platt.
„Platt“ in seiner Bedeutung Niederdeutsch und „Plattdeutsch“ sind heutzutage weitgehend synonym; inwiefern allerdings „Plattdeutsch“ auch mitteldeutsche Dialekte bezeichnen kann, wird unterschiedlich beurteilt und variiert regional.
In Anlehnung an die norddeutsche Unterscheidung zwischen Hochdeutsch und Nieder- bzw. Plattdeutsch wird darüber hinaus das Südjütländische (Sønderjysk), das beiderseits der deutsch-dänischen Staatsgrenze gesprochen wird, zur Abgrenzung vom Standarddänischen auch als „Plattdänisch“ bezeichnet.

## Wortherkunft
Platt ist aus dem Altfranzösischen über das Mittelniederländische ins Niederdeutsche und von da aus ins Hochdeutsche gelangt. Das Wort stammt vom vulgärlateinischen *plattus („flach, glatt“), das wahrscheinlich vom griechischen πλατύς platýs („flach, breit“) entlehnt wurde.
Die Grundbedeutung im Mittelniederländischen war ursprünglich nur „flach“. Zum Beispiel in dem im Jahre 1388 geschriebenen Satz „metten [...] platten lande van Brabant“ (mit dem flachen Lande von Brabant) ist mit platten das ländliche, unbebaute Gebiet des Herzogtums gemeint. Später, im 16. Jahrhundert entstanden weitere Konnotationen, wie „platte wijn“ (Wein mit niedrigem Alkoholgehalt), „plat van ghestalt zijn“ (einfacher Herkunft sein), „plat spreken“ (offen oder klar sprechen) und eine Delfter Bibel von 1524 wurde in goede platten duytsche gedruckt, was „im vertrauten, verständlichen Niederländisch“ oder einfach „in der niederländischen Volkssprache“ bedeutete. Diese Bedeutung, die vertraute, verständliche Volkssprache, hat sich später im 17. Jahrhundert auch im Niederdeutschen Gebiet verbreitet.
Ein bemerkenswerter Unterschied zwischen dem niederländischen und (nieder)deutschen Sprachgebrauch ist, dass plat im Niederländischen grundsätzlich in der Adjektivform existiert. Man spricht im Niederländischen nicht zum Beispiel von Antwerps plat (Antwerpener Platt), sondern plat Antwerps, d. h. platt Antwerpisch. Auch ist das Adjektiv in der niederländische Sprache nicht nur in Kombination mit Dialektgebrauch anzutreffen, so gibt es plat taalgebruik (anstößige oder beleidigende Sprache), platte band (Reifenpanne) und wird plat water benutzt für Mineralwasser ohne Kohlensäure.
Erst ab 1750 ist „Platt“ als Sprachbezeichnung (nicht allgemeines Adjektiv) nachweisbar, dann synonym mit „Plattdeutsch“ (zur Bezeichnung des Niederdeutschen), das bereits vor 1750 und ohne Konnotationen gut belegt ist. Das deutet darauf hin, dass „Platt“ (in diesem Sinne) eine Verkürzung von „Plattdeutsch“ ist. Die Konnotation der Einfachheit (und die Verwendung des Adjektivs „platt“, um diese auszudrücken) findet sich bereits um 1700, aber erst nach 1750 mit negativen Konnotationen. Bezüglich des Gebrauchs von „Platt“ für mitteldeutsche Dialekte ist zu vermuten, dass diese eventuell erst als Reaktion auf den Erfolg der niederdeutschen Mundartliteratur im 19. Jh. entstand (sowohl Klaus Groth als auch Fritz Reuter bezeichneten ihre Sprache als „Plattdeutsch“). Allerdings wird bereits 1819 die Bezeichnung „Plattdeutsch“ für „Alt-Thüringisch“ verwendet. Die Grundbedeutung von „Plattdeutsch“ zu Beginn des 19. Jh. scheint „Kontinentalgermanische Sprache, nicht Hochdeutsch“ gewesen zu sein: „Plattdeutsch nennt er [= Stahl 1806] aber alles, was nicht Hochdeutsch ist, Dänisch und Schwedisch nicht ausgenommen.“
Die Herleitung von platt im Sinne von „flach“, also die auf dem „flachen Lande“ gesprochene Sprache, kommt zwar noch in der älteren Literatur vor, wird heute aber nicht mehr vertreten.